# Musée préfectoral de Yamagata
Le musée préfectoral de Yamagata (山形県立博物館, Yamagata Kenritsu Hakubutsukan) se trouve à Yamagata, au Japon. Consacré à l'histoire naturelle et à l'histoire de la préfecture de Yamagata, c'est un des nombreux musées préfectoraux du Japon financés par une préfecture. Le musée ouvre ses portes dans le parc Kajō (霞城公園) en 1971,.